# Synset
Un synset o set di sinonimi è un insieme di sinonimi che possono essere descritti da un'unica definizione, perché esprimono uno stesso senso. Una medesima parola, quindi, si può trovare in diversi synset se ha diversi sensi (significati). Aggregando i sinonimi attorno al loro significato, non si ha la ridondanza che si avrebbe associando a ogni parola tutti i suoi sinonimi. A volte le diverse varianti sinonimiche possono dipendere da diversi fattori: diafasici, diastratici o diatopici.

## Un esempio
Synset dipendente da fattori diatopici diversi:
- Tapparella (Nord Italia), Avvolgibile (Sud Italia), Persiana (Centro Italia).
- (EN)  Rolling shutter.
- Definizione: Sistema di chiusura per finestre composto di asticelle orizzontali (profili) che scorrono lungo guide verticali.

Una scherzosa poesiola composta di sinonimi: